# Tümlauer Koog
Tümlauer Koog é um município da Alemanha, localizado no distrito de Nordfriesland, estado de Schleswig-Holstein.